# Amarillo
Amarillo è una città della contea di Potter, della quale è il capoluogo, nello Stato del Texas, negli Stati Uniti. Al censimento del 2020 possedeva una popolazione di 200 393 abitanti, il che la rendeva così la 14ª città più popolosa del Texas e la più popolosa del Texas Panhandle. Una parte della città si estende nella vicina contea di Randall. L'area metropolitana di Amarillo-Pampa-Borger aveva una popolazione stimata di 308 297 abitanti nel 2020.

## Geografia fisica

### Territorio
Secondo l'Ufficio del censimento degli Stati Uniti, ha una superficie totale di 101,17 mi² (262,03 km²).
Amarillo fa parte geograficamente della regione del Llano Estacado, un territorio a mesa che si estende nel sud-ovest degli Stati Uniti e comprende le South Plains e parte del Texas Panhandle.

### Clima
Situata a 1099 metri sul livello del mare, ha clima secco o semi-arido solo parzialmente perturbato da correnti di aria fredda provenienti da nord e da nord-ovest e da blizzard, tempeste di neve che si verificano occasionalmente nel cuore della stagione invernale. In estate la temperatura può toccare punte elevate con basso tasso di umidità. Il livello annuale delle piogge raggiunge mediamente i 508 mm.

## Origini del nome
Originariamente la città aveva il nome di Oneida. L'attuale nome pare intenda indicare il colore giallo dei fiori che punteggiano le praterie che circondano il lago Amarillo e l'Amarillo Creek (è da notare che il termine amarillo deriva dalla lingua spagnola e indica il colore giallo o, in senso lato, le sfumature giallognole, bionde o rossastre).

## Storia

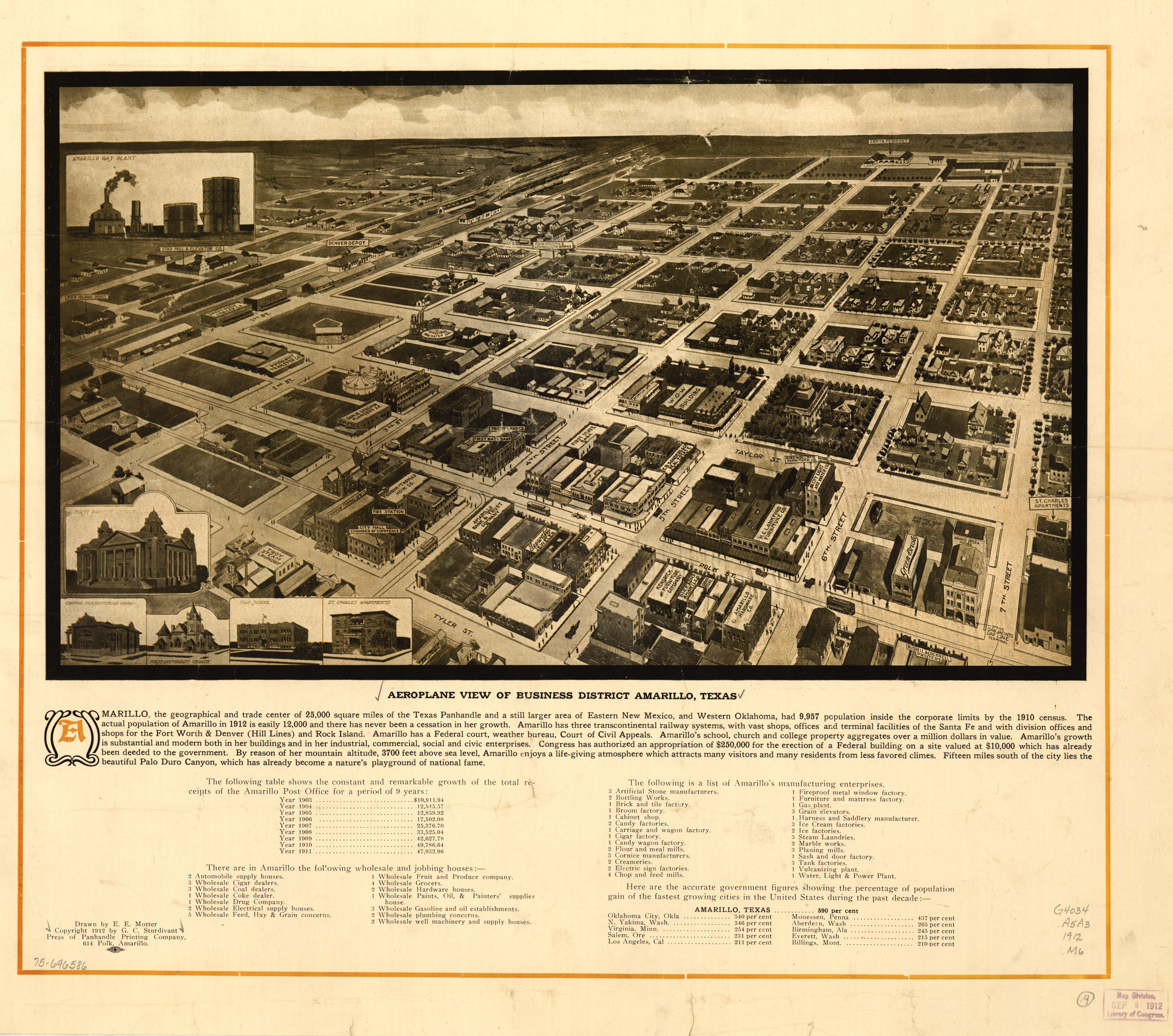
Una veduta aerea del quartiere degli affari di Amarillo come appariva nel 1912

Nell'aprile 1887, J. T. Berry stabilì un primo insediamento abitativo per una città da erigere in una zona ben fornita d'acqua, che fosse situata lungo il tracciato ferroviario che univa attraverso il Texas Panhandle le città di Fort Worth e Denver. Berry e i commercianti della vicina Colorado City intendevano fare della nuova città il maggiore centro commerciale della regione. Il 30 agosto 1887, il centro abitato edificato da Berry - e chiamato inizialmente Oneida - fu scelto come capoluogo della contea di Potter.
Il 19 giugno 1888, Henry B. Sanborn, considerato uno dei "padri di Amarillo", e il suo socio in affari Joseph Glidden, iniziarono ad acquistare terreni posti immediatamente a est della località che, posta in una zona depressa, poteva essere soggetta a fenomeni alluvionali. Sanborn incentivò anche attraverso nuove locazioni di favorire il trasferimento di gran parte della popolazione verso il nuovo quartiere di Polk Street, divenuto il nuovo distretto commerciale della città.
In effetti, e come era stato previsto, forti piogge allagarono quasi completamente nell'anno successivo la zona residenziale istituita da Berry, costringendo la restante parte di popolazione, che ancora non lo aveva fatto, a trasferirsi nell'insediamento predisposto da Sanborn che, nel 1893, sarebbe divenuto il nuovo capoluogo della contea.
Dalla fine dell'Ottocento, Amarillo si è confermata come centro di vitale importanza per la produzione e lo scambio delle merci specie nel campo agricolo. La scoperta di giacimenti di gas naturale (principalmente elio), avvenuta nel 1981, e di petrolio, tre anni dopo, ha portato poi all'insediamento di nuove compagnie produttive (Cliffside Gas Field ed Amarillo Helium Plant). Alla Fort Worth and Denver City Railroad si sono quindi aggiunte altre compagnie ferroviarie per servire il territorio, la Atchison, Topeka and Santa Fe Railway e la Chicago, Rock Island and Pacific Railroad.
Negli anni 1930, al pari di altre città, anche il centro texano fu colpito dalla grande depressione che colpì pesantemente anche il settore del turismo.
Amarillo è diventata nel 1913 la prima città del Texas, e la quinta negli Stati Uniti, ad adottare la forma di autonomia locale demandata ad un consiglio municipale.

## Monumenti e luoghi d'interesse

### Architetture religiose

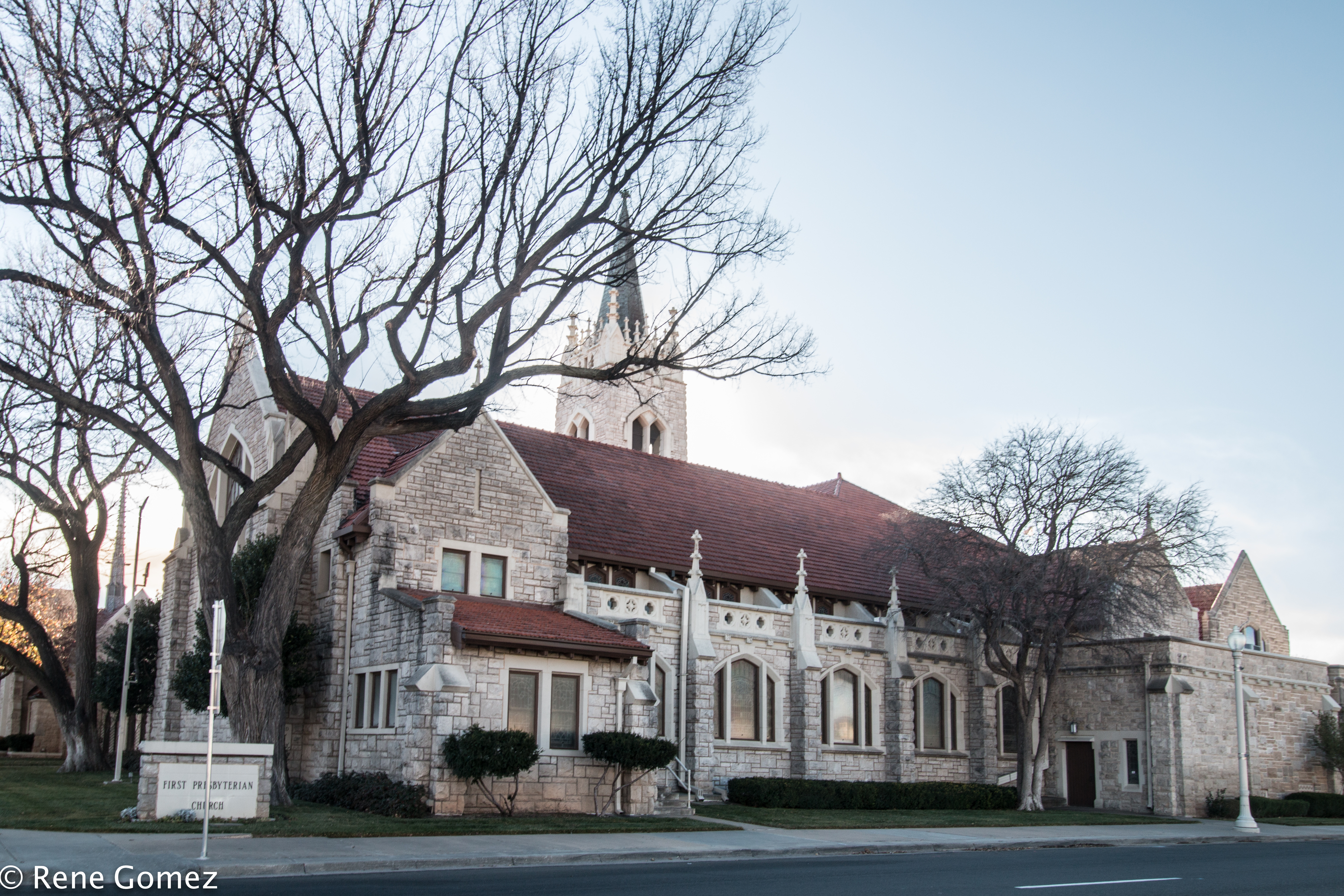
La chiesa madre presbiteriana

Dal 3 agosto 1926 Amarillo è sede della diocesi di Amarillo come distaccamento di Dallas e San Antonio.

## Società

### Evoluzione demografica
Secondo il censimento del 2020, la popolazione era di 200 393 abitanti.

## Cultura

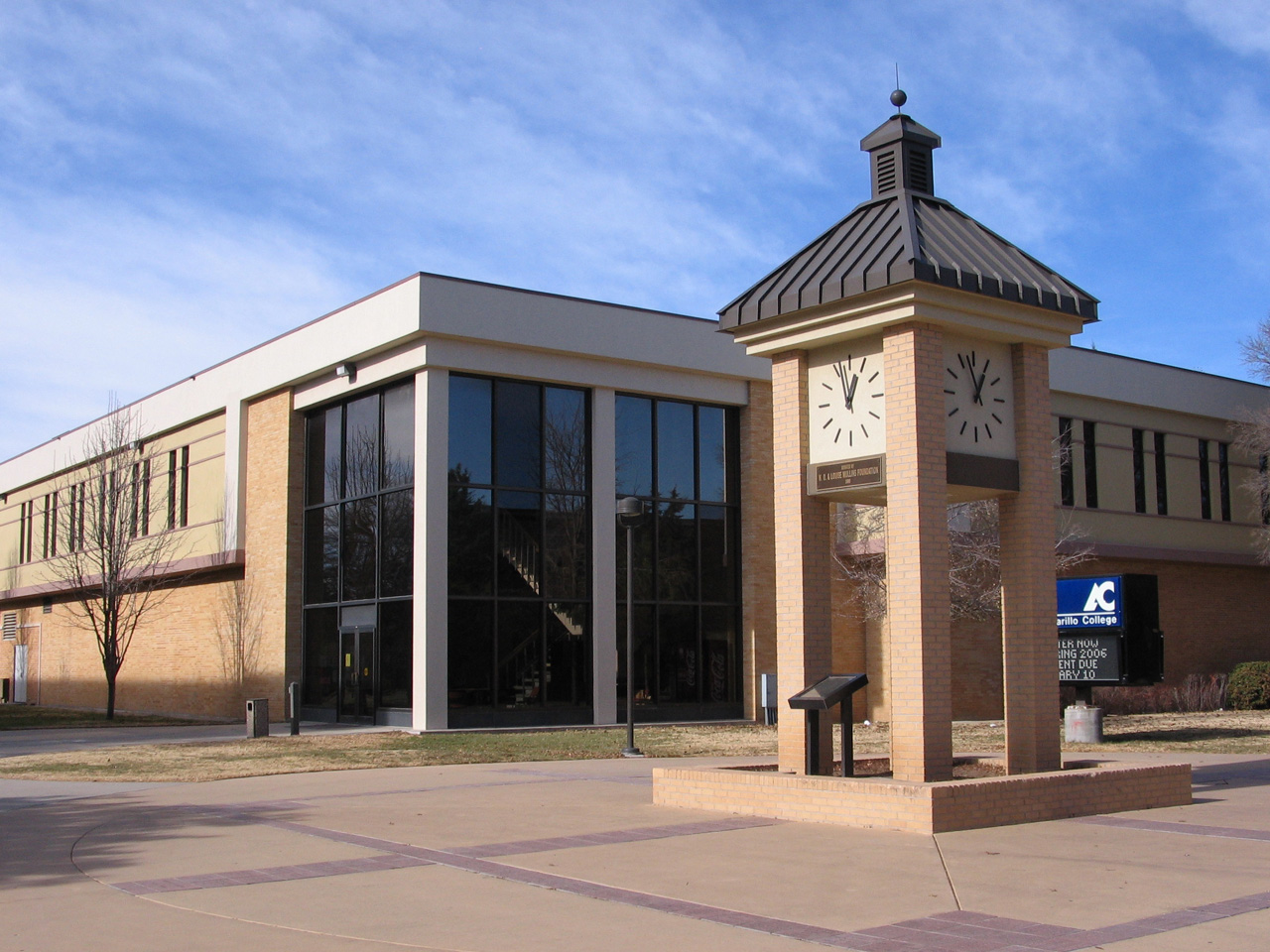
La torre dell'orologio all'interno del campus del College di Washington Street

Sede di un polo universitario con campus e museo d'arte interno (l'Amarillo Museum of Arts), oltre che di un teatro dell'opera e di edifici storici, Amarillo annovera fra le sue principali attrattive il Cadillac Ranch, omaggio all'era dell'automobile, situato ai margini dell'Interstate 40. Vi sono esposte dieci Cadillac, infilate parallelamente nel terreno con un angolo di 45°, opera realizzata nel 1974 dall'artista Stanley Marsh III.
Il Big Texan Steak Ranch è un motel-ristorante con inclusa piscina con la forma dello Stato del Texas. Situato nella zona in cui transitava il tracciato dell'antica Route 66, è conosciuto per le bistecche da due chili che vi vengono cucinate e servite gratuitamente se consumate nel lasso di tempo di un'ora. È possibile gustare ogni tipo di carne e, all'interno dello shop, c'è una bacheca con un serpente a sonagli vivo.
Il parco statale di Palo Duro Canyon consente di visitare una delle maggiori attrattive naturalistiche della zona: il secondo maggiore canyon degli Stati Uniti dopo il Grand Canyon.
Il giornale locale è il quotidiano Amarillo Globe-News.
La città - che ha dato i natali all'attrice-ballerina Cyd Charisse - è citata in canzoni country and western come, ad esempio, Is This the Way to Amarillo (scritta da Neil Sedaka e Howard Greenfield), Amarillo by Morning (del 1973, scritta da Paul Fraser e Terry Stafford), Amarillo (del 1975, contenuta nell'album Elite Hotel, scritta da Emmylou Harris e Rodney Crowell), e Amarillo Sky (del 2002, del duo McBride & the Ride). Amarillo by Morning è anche il titolo di un documentario a cortometraggio di Spike Jonze, girato nel 1997 durante un rodeo a Houston.
Amarillo è anche il nome del quinto volume della serie a fumetti noir Blacksad, scritta da Juan Díaz Canales e illustrata da Juanjo Guarnido. Nella storia, oltre alla città texana, compaiono alcuni omaggi alla cultura locale, come la Cadillac gialla raffigurata sulla copertina del volume.

## Economia
Amarillo è un importante centro economico, culturale e turistico con valenza regionale in grado di coprire tanto il Texas Panhandle quanto il Nuovo Messico orientale e l'Oklahoma Panhandle.
Già capitale mondiale per la produzione di elio, la città - cui sono state dedicate numerose canzoni di genere country - ha il soprannome di The Yellow Rose of Texas e, da tempi più recenti, quello di Rotor City, USA per l'industria che produce convertiplano V-22 Osprey ad uso militare.
Durante la seconda guerra mondiale, Amarillo - attuale sede di una delle maggiori aziende della meat packing industry - è stata anche un centro della Army Air Field per la presenza della Pantex Army Ordnance Plant produttrice di armi e bombe.
Con la fine del conflitto entrambe vennero poi chiuse. Pantex Plant fu poi riaperta nel 1950 a causa della guerra fredda per la produzione all'Amarillo Air Force Base-Strategic Air Command di armi nucleari e componenti per i B-52 Stratofortress
L'arrivo di nuova manodopera ha favorito negli anni sessanta l'uscita della città da un lungo periodo di crisi, con una contestuale crescita demografica (da 74 000 a 135 000 abitanti) ed un incremento dei consumi. Tuttavia, la chiusura - avvenuta il 31 dicembre 1968 - dell'Amarillo Air Force Base ha nuovamente contribuito ad un decremento nell'indice abitativo, sceso nel 1970 a circa 125 000 unità.
Una sostanziale trasformazione della città si è avuta, sempre negli anni settanta, con l'insediamento di numerose aziende del terzo settore, come la ASARCO, la Iowa Beef Processors (poi Tyson Foods), la Owens-Corning e la Weyerhaeuser. La popolazione è nuovamente cresciuta anche per correnti migratorie dal Vietnam e dalla Birmania impiegate alla Iowa Beef Processors.

## Infrastrutture e trasporti
Amarillo è situata sui seguenti nodi stradali:
- Interstate 40 est, Albuquerque, Nuovo Messico e ovest di Oklahoma City, Oklahoma
- Interstate 27 a nord di Lubbock, Texas (completata negli anni 1980)
- U.S. Route 60 ad ovest-sud-ovest di Pampa, Texas
- U.S. Route 287 a sud di Boise City, Oklahoma
- Ad Amarillo incrocia anche il vecchio tracciato della storica Route 66

## Sport

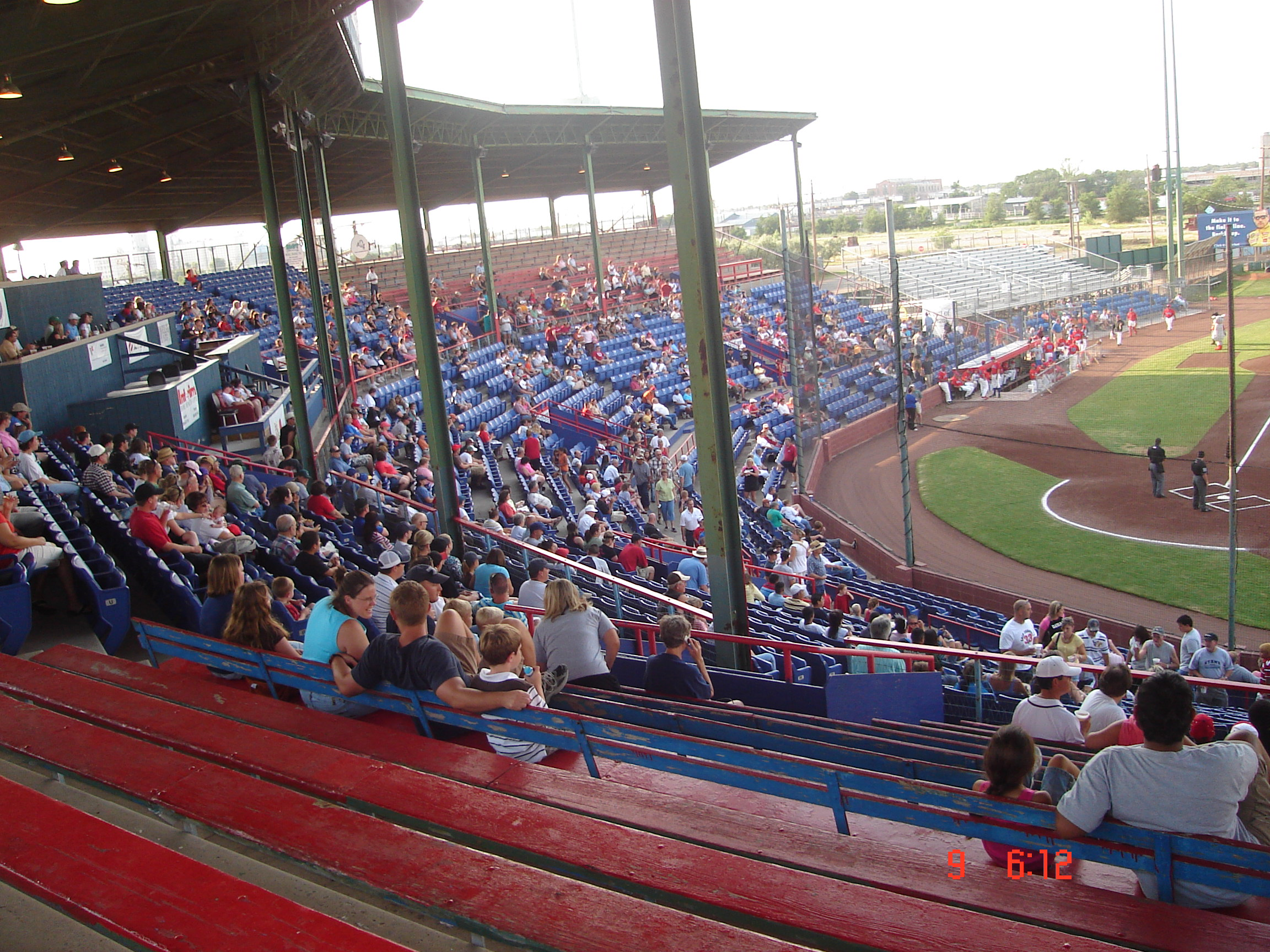
Il Potter County Memorial Stadium

La squadra di baseball locale, gli Amarillo Dillas, militano nella United League Baseball e disputano i loro incontri presso il Potter County Memorial Stadium, costruito nel 1949.